# Windows DreamScene
Windows DreamScene — утиліта, яка дозволяє використовувати відео та .gif та інші оптимізовані анімації як шпалери робочого столу. Це одне з Windows Ultimate Extra для Windows Vista. До офіційного оголошення DreamScene, за чутками, створювався під назвами Motion Desktop і Borealis. Після кількох місяців тестування остаточна версія була випущена 25 вересня 2007 року
Відтворений вміст, включений у DreamScene (наприклад, анімована реалізація фону Windows Aurora), був створений Stardock, а фотографічний вміст надано Discovery Channel. Також можна використовувати відеоконтент сторонніх розробників у форматі MPEG або WMV. Крім того, файли AVI можна відтворювати, змінивши розширення файлу. Крім того, у партнерстві з Dell Microsoft випустила окрему DreamScene разом із версією Product Red Ultimate версії Windows Vista.
Однією з передбачуваних переваг DreamScene перед попередніми методами анімації робочого столу є те, що він використовує графічний процесор для відображення замість центрального процесора, залишаючи останній вільним для виконання завдань користувача. Наскільки це досягнуто, не уточнюється. Коли запускається повноекранна програма, наприклад гра або будь-яке розгорнуте вікно, відео автоматично зупиняється, оскільки відео не буде видно; це означає, що він використовує менше GPU та CPU. Відео також можна зупинити вручну. Кодери вмісту повинні прагнути до балансу між стисненням і розміром файлу; для декомпресії потрібен центральний процесор, але більші файли займають більше пам’яті та можуть спричинити частіший доступ до диска.
Запуск відео у фоновому режимі матиме значний вплив на термін служби батареї мобільних комп’ютерів, незалежно від того, відтворювався він графічним процесором чи ні, тому DreamScene може відображати статичний фон, коли комп’ютер працює від батареї. Програмне забезпечення значною мірою покладається на Desktop Window Manager (або DWM, частина Windows Aero).
У Windows 7 DreamScene було замінено функцією «Desktop Slideshow», яка створює фонові шпалери слайд-шоу, але не підтримує відео. Однак його все одно можна ввімкнути за допомогою інструментів сторонніх розробників. У Windows 8 DreamScene було повністю видалено та не повертається до нових версій Windows (7, 8, 10).

## Альтернативи Windows DreamScene
Stardock пропонує платний додаток для Windows DreamScene під назвою DeskScapes . Це програмне забезпечення дозволяє створювати динамічні шпалери (файли ".dream"). Вони випустили нову версію (3.5), яка робить програму сумісною з версіями Vista, відмінними від Ultimate, і новішими версіями Windows (7, 8, 10).
Wallpaper Engine — це платне програмне забезпечення, яке замінює фон робочого столу широким вибором анімованих фонів за замовчуванням і створених користувачем. а також надає повний набір інструментів для шпалер, створених користувачем. Програмне забезпечення має власний механізм візуалізації, який дозволяє створювати 2D-відео, 3D-моделі та навіть інтерактивні елементи, які реагують на рух курсора миші або натискання клавіш.